# 奧斯特里夫齊 (杜布羅維察區)
51°35′38″N 26°29′30″E / 51.59389°N 26.49167°E
奧斯特里夫齊（烏克蘭語：Острівці），是烏克蘭西北部的村莊，隸屬里夫內州的薩爾內區。該村始建於1561年，面積0.26平方公里，海拔高度153米，2001年人口262，人口密度每平方公里1,007.7人。